# 2014年の文学
2014年の文学（2014ねんのぶんがく）では、2014年（平成26年）の文学に関する出来事について記述する。

## できごと
- 1月16日 - 第150回芥川龍之介賞・直木三十五賞（2013年下半期）の選考委員会開催。
- 4月15日 - 第48回蛇笏賞の選考委員会開催。
- 4月18日 - 第33回新田次郎文学賞の選考委員会開催。
- 7月 - 川端康成が伊藤初代に宛てた未投函書簡１通と、初代から川端に宛てた書簡10通が川端の旧宅から発見され、雑誌『文藝春秋』8月号で公開された[1][2][3]。
- 7月17日 - 第151回芥川龍之介賞・直木三十五賞（2014年上半期）の選考委員会開催。
- 11月 – 谷崎潤一郎と松子・重子姉妹との書簡288通が発見される[4]。

## 受賞

### 日本国内
- 第150回（2013年下半期）芥川賞・直木賞 （1月）
  - 芥川賞 - 小山田浩子『穴』
  - 直木賞 - 朝井まかて『恋歌』、姫野カオルコ『昭和の犬』
- 第151回（2014年上半期）芥川賞・直木賞 （7月）
  - 芥川賞 - 柴崎友香『春の庭』
  - 直木賞 - 黒川博行『破門』

- 谷崎潤一郎賞（第50回） - 奥泉光『東京自叙伝』
- 泉鏡花文学賞（第42回） - 中島京子『妻が椎茸だったころ』、小池昌代『たまもの』
- 群像新人文学賞（第57回） - 横山悠太『吾輩ハ猫ニナル』
- 野間文芸新人賞（第36回） - 松波太郎『LIFE』
- 小林秀雄賞（第13回） - 山田太一『月日の残像』
- 中原中也賞（第19回） - 大崎清夏『指差すことができない』
- 小説すばる新人賞（第27回） - 中村理聖『砂漠の青がとける夜』
- 小説現代長編新人賞（第9回） - 小島環「三皇の琴 天地を鳴動さす」
- 日本ホラー小説大賞（第21回）
  - 大賞 - 雪富千晶紀「死咒の島」
  - 佳作 - 岩城裕明「牛家」
  - 読者賞 - 内藤了「ON」

### 日本国外
- ノーベル文学賞 -  パトリック・モディアノ
- ブッカー賞 -  リチャード・フラナガン『The Narrow Road to the Deep North』
- フランツ・カフカ賞 -  閻連科
- ジェイムズ・テイト・ブラック記念賞（2013年度） -  ジム・クレイス 『Harvest』
- ヴェルト文学賞 -  村上春樹[5]
- アストゥリアス皇太子賞 -  ジョン・バンヴィル（文学部門）

## 2014年の本

### 小説
- あさのあつこ 『グリーン・グリーン』（徳間書店）
- 上橋菜穂子 『鹿の王』（角川書店）
- 岡部えつ 『残花繚乱』（双葉社）
- 角田光代 『笹の舟で海をわたる』（毎日新聞社）
- 川上弘美 『水声』（文藝春秋）
- 北村薫 『八月の六日間』（KADOKAWA）
- 小池昌代 『たまもの』（講談社）
- 柴崎友香 『春の庭』（文藝春秋）
- 島本理生『Red』（中央公論新社）
- 津村記久子 『エヴリシング・フロウズ』（文藝春秋）
- 宮部みゆき 『荒神』（朝日新聞出版）
- 村上春樹 『女のいない男たち』（文藝春秋）
- 村上春樹、カット・メンシック 『図書館奇譚』（新潮社）
- 雪富千晶紀 『死呪の島』（KADOKAWA）
- 吉田修一 『怒り』（中央公論新社）
- よしもとばなな 『鳥たち』（集英社）
- 米澤穂信 『満願』（新潮社）

### その他
- 内田樹 『憲法の「空語」を充たすために』（かもがわ出版）、『街場の戦争論』（ミシマ社）
- 小川洋子、クラフト・エヴィング商會 『注文の多い注文書』（筑摩書房）
- 北原みのり、朴順梨 『奥さまは愛国』（河出書房新社）
- 佐々木マキ 『ノー・シューズ』（亜紀書房）
- 竹宮惠子・内田樹 『竹と樹のマンガ文化論』（小学館新書）
- 村上春樹ほか 『セロニアス・モンクのいた風景』（新潮社）
- 矢野久美子 『ハンナ・アーレント 「戦争の世紀」を生きた政治哲学者』（中公新書）
- 吉本隆明 『吉本隆明全集』（晶文社） ※刊行開始[6]

## 死去

### 1月 - 3月
- 1月2日 - 三井葉子、大阪府出身の詩人。78歳没。
- 1月9日 - アミリ・バラカ、米国の詩人・作家。79歳没。
- 1月14日 - フアン・ヘルマン、アルゼンチンの詩人。83歳没。
- 1月15日 - 吉野弘、山形県出身の詩人。87歳没。
- 1月20日 - 奈良毅、秋田県出身のベンガル語学・文学研究者。81歳没。
- 1月27日 - 坂東眞砂子、高知県出身の小説家。55歳没[7]。
- 2月13日 - 山本兼一、日本の小説家。57歳没。
- 3月3日 - 関井光男、日本の文学研究者。74歳没。
- 3月12日 - 大西巨人、日本の小説家。97歳没。
- 3月19日 - 安西水丸、日本のイラストレーター、漫画家。71歳没[8]。

### 4月 - 6月
- 4月5日 - ピーター・マシーセン、アメリカ合衆国の小説家。86歳没。
- 4月22日 - 大橋健三郎、日本のアメリカ文学者、翻訳家。94歳没[9]。
- 4月30日 - 渡辺淳一、日本の小説家。80歳没。
- 5月6日 - ファーレイ・モウワット、カナダの作家。92歳没。
- 5月26日 - 石飛卓美、島根県出身のSF作家。63歳没。
- 5月30日 - 粕谷一希、日本の評論家、編集者。84歳没[10]。
- 6月1日 - 那珂太郎、福岡市出身の詩人。92歳没。
- 6月11日 - 岩橋邦枝、広島県出身の小説家。79歳没。
- 6月15日 - ダニエル・キイス、アメリカ合衆国の小説家。86歳没。

### 7月 - 9月
- 7月3日 - 関楠生、日本のドイツ文学者・超常現象研究者。89歳没。
- 7月13日 - ナディン・ゴーディマー、南アフリカ共和国の作家。1991年にノーベル文学賞を受賞した。90歳没。
- 8月2日 - 春江一也、朝鮮京城府出身の小説家・外交官。77歳没。
- 8月15日 - 枝川公一、日本のノンフィクション作家。73歳没。
- 8月30日 - 稲葉真弓、愛知県出身の小説家。64歳没[11]。
- 9月6日 - 山口洋子、愛知県出身の小説家、作詞家。77歳没。

### 10月 - 12月
- 10月26日 - 赤瀬川原平、日本の美術家、作家。77歳没[12]。
- 11月6日 - 種村直樹、滋賀県出身の作家・随筆家。78歳没。
- 11月29日 - マーク・ストランド、米国の詩人。1999年にピューリッツァー賞を受賞した。80歳没。
- 12月30日 - 宮尾登美子、高知県出身の小説家。88歳没。
- 12月31日 - 岩本正恵、日本の翻訳家。50歳没[13]。